# 비스팝
비스팝(Vispop)은 1960년대 중반 스칸디나비아 국가들에서 인기 있었던 음악 장르를 가리키는 스웨덴어 용어이다. "포크"를 의미하는 단어 Visa에서 유래한다.

## 특징
비스팝은 일반적으로 어쿠스틱 기타를 연주하는 싱어송라이터에 의해 연주되며 가사는 종종 사회적 논평을 표현한다. 노르웨이 그룹 Ballade!와 같은 뮤지컬 그룹 또한 이 장르를 따른다.
장르는 미국의 포크 록이나 블루그래스에 비유할 수 있다.

## 저명한 아티스트 목록
- 아네 브룬
- 핀 칼비크
- 오세 클레벨란